# Simulium ambonense
Simulium ambonense är en tvåvingeart som beskrevs av Takaoka 2003. Simulium ambonense ingår i släktet Simulium och familjen knott. Inga underarter finns listade i Catalogue of Life.